# Chiquinho de Assis
Francisco de Assis da Silva Júnior, mais conhecido como Chiquinho de Assis (Miracema, 6 de março de 1954 — Miami, 24 de agosto de 2017) foi um treinador, auxiliar-técnico e futebolista brasileiro, que atuou como atacante.

## Carreira

### Como jogador
Artilheiro do futebol baiano nas décadas de 1960 e 1970, Chiquinho defendeu Fluminense, Botafogo, Fluminense de Feira e Leônico.

### Como treinador e auxiliar-técnico
Como técnico, Chiquinho trabalhou no Miami FC (atual Fort Lauderdale Strikers) durante três anos. Depois, passou a trabalhar como coordenador de futebol de uma equipe parceira deste mesmo clube.
Trabalhou, ainda, nas categorias de base de Bahia e Vitória, ajudando a revelar grandes jogadores como Felipe, Uéslei, Luís Henrique, Émerson, Marcelo Ramos, Xavier, Clébson, Fabão, Róbson Luís, Dudu Cearense, Leandro Domingues, David Luiz, Obina, Leandro Bonfim, Alecsandro, Marcelo Moreno, entre outros.
Também trabalhou como técnico das equipes profissionais de Catuense e Camaçari, além de ser auxiliar do técnico Hélio dos Anjos.

## Títulos

### Como treinador
Vitória (júnior)
- Dallas Cup: Campeão (ano indefinido)
- Phillips Cup (atual Otten Cup): Campeão (ano indefinido)

## Morte
Em 24 de agosto de 2017, Chiquinho morreu, vítima de um câncer.